# Aragaz
Der Aragaz (armenisch Արագած; auch Aragac, Alagyaz) ist ein erloschener Schichtvulkan und mit 4090 m die höchste Erhebung in Armenien.
Der Berg befindet sich an der Grenze der beiden Provinzen Aragazotn und Schirak nordwestlich der Hauptstadt Jerewan. Außer dem Hauptgipfel im Norden bilden der Westgipfel mit 4001 m, der Ostgipfel mit 3916 m und der Südgipfel mit 3879 m den gezackten Kraterrand, der nach dem Auseinanderbrechen im Jungpleistozän des ursprünglich wohl 10000 m hohen Berges übrig blieb.
Der Aragaz ist in den Sommermonaten ein beliebtes Ziel für Bergwanderer. An seinem Südhang befindet sich das Observatorium Bjurakan. Diese Sternwarte war eine der Hauptsternwarten der Sowjetunion.
Im Süden des Aragaz liegt Aschtarak, die Hauptstadt der Provinz Aragazotn. Nach dem alternativen armenischen Namen Alagyaz ist ein Dorf im Nordosten benannt. Im Nordwesten liegt die Stadt Artik, im Südwesten die Stadt Talin.
Nahe dem Gipfel des Aragaz liegt auf 3200 m die Orgow-Station, eine Beobachtungsstation des Physikalischen Instituts Jerewan zur Erforschung kosmischer Teilchen. Auf ähnlicher Höhe liegt auch der Kari-See an den Hängen des Vulkans.

## Bilder

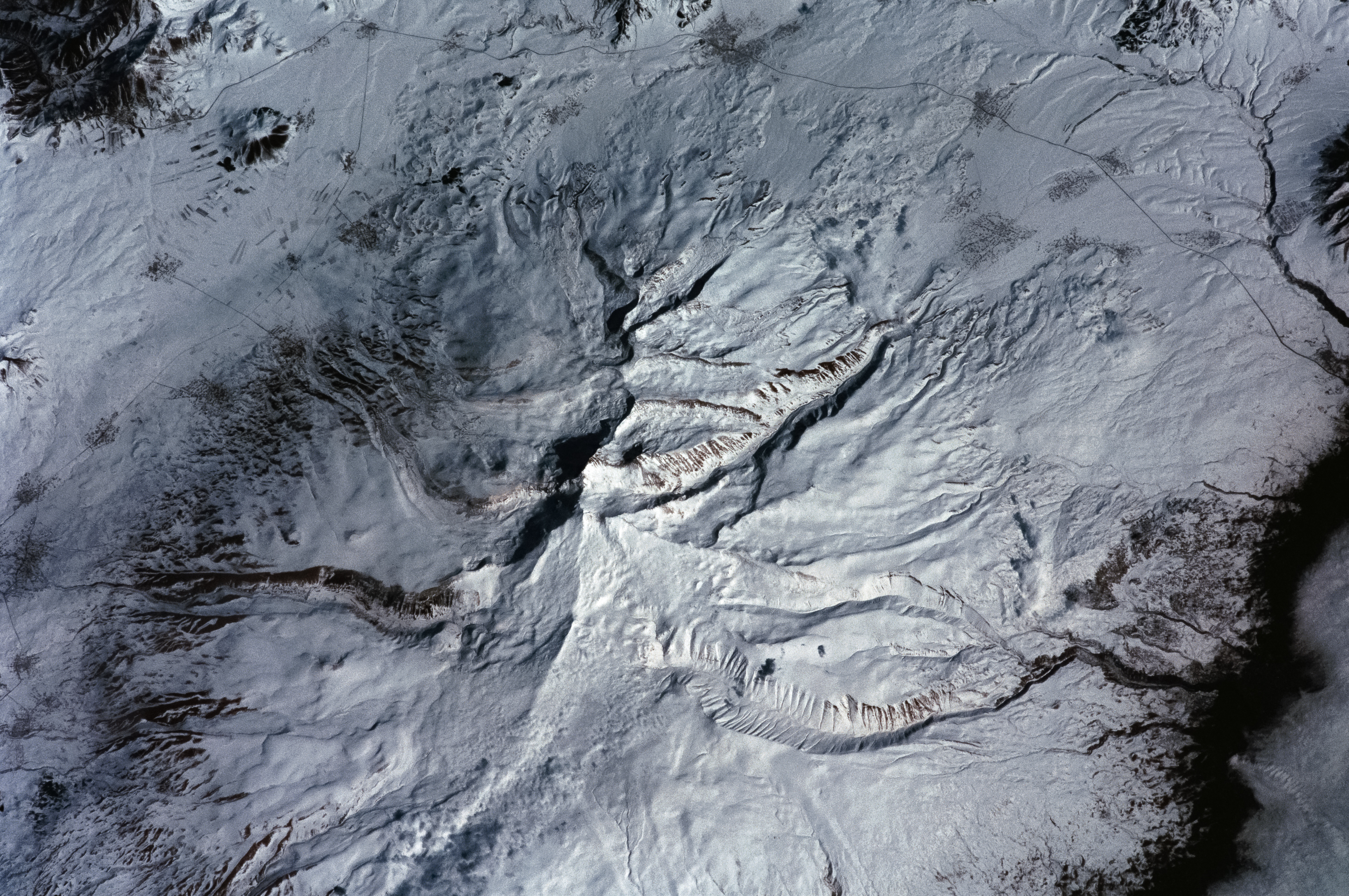
Luftaufnahme mit den vier Gipfeln
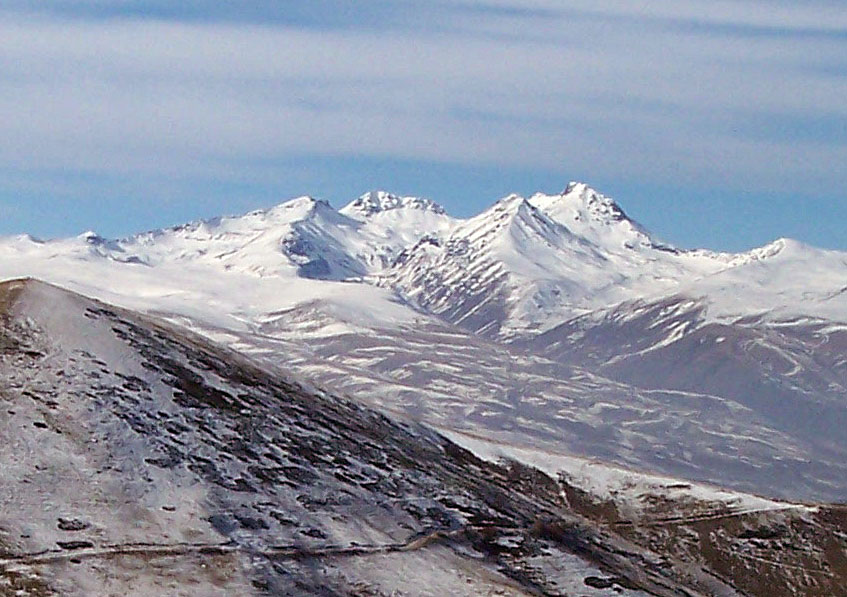
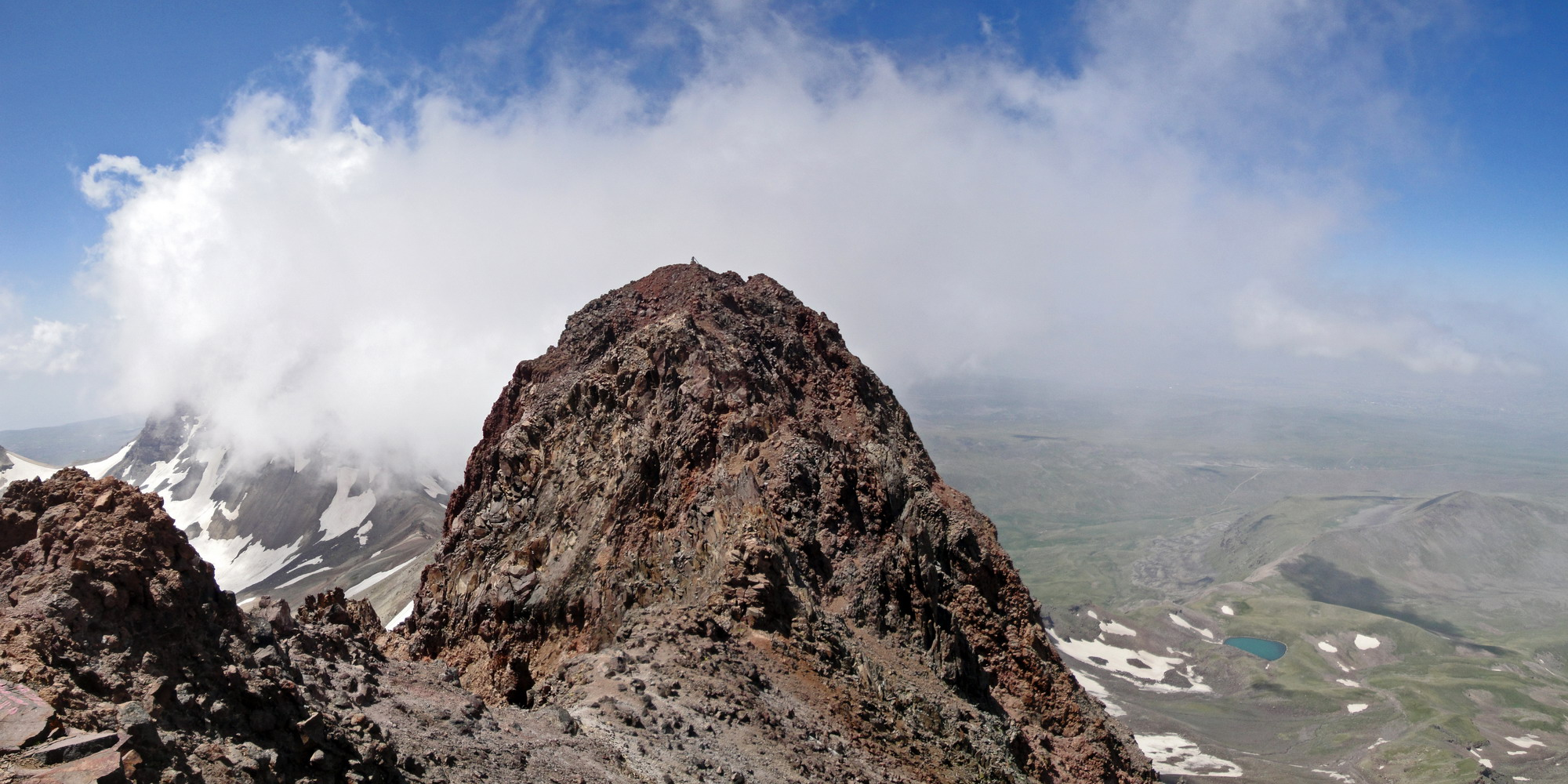